# Sofia Bleckur
Sofia Bleckur, née le 3 juillet 1984 à Rättvik, est une fondeuse suédoise active depuis 2003. L'été, en guise de préparation, elle pratique également le VTT cross-country au niveau national.

## Carrière
Elle a débuté en Coupe du monde en 2004 à Gällivare et obtient son premier podium quatre ans plus tard au même lieu à l'occasion d'un relais (2e). Elle a également remporté la Tjejvasan en 2005 et 2014. En individuel, en Coupe du monde, elle se classe pour la première fois dans le top 10 en 2014 à Oslo et à Davos.

## Palmarès en ski

### Championnats du monde
| Épreuve / Édition           | Sprint                           | Sprint    | 10 km | 10 km                            | Poursuite 2 × 7,5 km | 30 km | Relais | Relais                   |
| Épreuve / Édition           | libre                            | classique | libre | classique                        | Poursuite 2 × 7,5 km | 30 km | Sprint | 4 × 5 km                 |
| Mondiaux 2013 Val di Fiemme | Épreuve inexistante à cette date | —         | —     | Épreuve inexistante à cette date | 34e                  | 18e   | —      | —                        |
| Mondiaux 2015 Falun         | Épreuve inexistante à cette date | —         | —     | Épreuve inexistante à cette date | 5e                   | 5e    | —      | Médaille d'argent, monde |

Légende :
- : pas d'épreuve
- — : Non disputée

### Coupe du monde
- Meilleur classement général : 49e en 2015.
- Meilleure performance dans une épreuve individuelle : 5e à Davos en novembre 2014.
- 1 podium par équipes : 1 deuxième place.

## Palmarès en VTT
- 2001
  -  Championne de Suède de contre-la-montre cross-country juniors
- 2007
  -  Championne de Suède de cross-country marathon